# Georgi Miszew
Georgi Miszew, (ur. 3 lutego 1935 w Jogławiu) – bułgarski pisarz, scenarzysta i redaktor. Ojciec pisarza Michaiła Weszima.
We współczesnych opowiadaniach i krótkich powieściach podejmował problem dezintegracji społeczeństwa, rozpadu tradycyjnych wartości w wyniku procesów migracji w komunistycznej Bułgarii, niepokojów młodego pokolenia (Matriarchat 1967, sfilmowany w 1977 r., Dobre obleczeni myże... 1967, Spis powszechny dzikich zajęcy (1970), Wilna zona 1976, Bozajnici 1982). Miszew tworzył także szkice, reportaże, utwory dla dzieci, scenariusze filmowe. 
Polskie przekłady jego utworów znajdują się w antologiach: Antyspowiedź (1971), Spis powszechny dzikich zajęcy (1975), Biała jaskółka (1982).